# 非真意表示
非真意表示（ひしんいひょうじ）は、冗談など、表意者（意思表示をした者）が相手方に対して真意の欠缺が知られることを予期して（相手方が真意に気づいてくれることを期待して）行った意思表示。
広義の心裡留保は、ドイツなどの民法では表意者（意思表示をした者）が相手方に対して真意の欠缺が知られることを予期して（相手方が真意に気づいてくれることを期待して）行った場合（非真意表示）と表意者が相手方に対して真意を秘匿し少なからず相手方を誤信させようという欺罔の意図をもって行った場合（詐欺的心裡留保、狭義の心裡留保）に分けて規定されている。

## ドイツ法
ドイツ民法では非真意表示の場合は無効（ドイツ民法118条）、詐欺的心裡留保（狭義の心裡留保）の場合は相手方が悪意だった場合（表意者の真意を知っていた場合）のみ無効とされている（ドイツ民法116条）。

## 日本法
日本の民法には非真意表示と狭義の心裡留保の区別はない（すべて心裡留保の一種）。詐欺的心裡留保（狭義の心裡留保）の場合は相手方の保護を図る解釈をすべきと考えられている。なお、非真意表示と狭義の心裡留保を分けて規定することについては区別を明確にするのは困難という指摘がある。